# Takumi Kiyomoto
Takumi Kiyomoto (清本 拓己 Kiyomoto Takumi?), född 7 juni 1993 i Gifu prefektur, är en japansk fotbollsspelare.
Kiyomoto började sin karriär 2013 i FC Gifu. 2016 flyttade han till Oita Trinita. Han spelade 58 ligamatcher för klubben. Efter Oita Trinita spelade han för Gangwon FC och Fujieda MYFC.